# Chiesa e monastero di San Vincenzo d'Annalena
La chiesa e monastero di San Vincenzo d'Annalena sono un complesso religioso scomparso di Firenze, già situato in via Santa Maria, nel quartiere di Oltrarno.

## Storia
Fu fondato da Annalena Malatesta, rimasta vedova a ventidue anni di Baldaccio d'Anghiari, prode condottiero, vincitore ad Anghiari nel 1440 e poi barbaramente ammazzato nel 1441.
Nel suo sconforto si pose sotto la protezione dell'Arcivescovo Antonino Pierozzi e si chiuse nella casa donatole quando era fanciulla da Cosimo de' Medici. Nel 1454 divenne terziaria domenicana e trasformò la propria abitazione nel primo nucleo del convento; l'annesso oratorio, trasformato in chiesa nel 1474, fu intitolato a santo Stefano e a san Vincenzo Ferrer. Il convento fu soppresso nel 1786 e quindi nel 1808, la chiesa fu sconsacrata nel 1842.
Sui terreni già di pertinenza del convento furono realizzati, tra il 1810 e il 1820, il Teatro Goldoni e il Saloncino Castinelli (in seguito Cinema Goldoni) (tra via dei Serragli e via Santa Maria), il Giardino Corsi Annalena (tra via Romana, via de' Mori e via de' Serragli), e la Casa di Annalena (lungo via Romana).

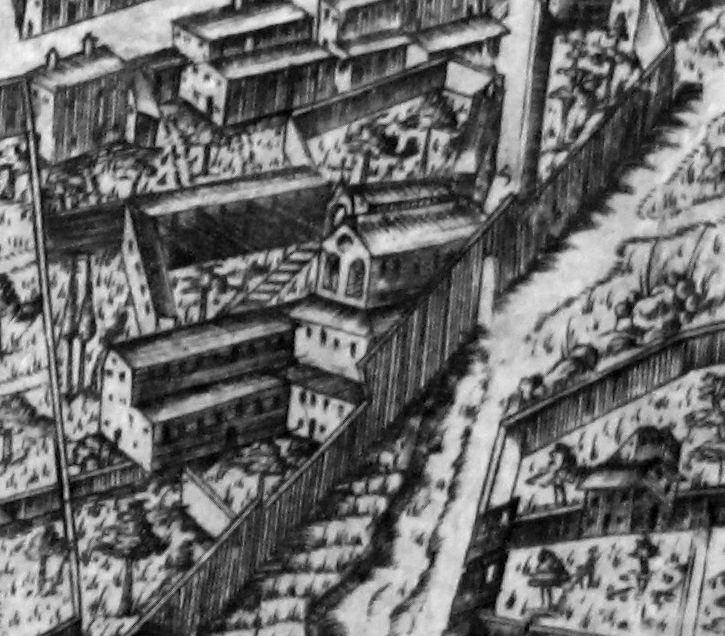
Il monastero d'Annalena nella pianta del Buonsignori (1594)

## Opere già nel convento di Annalena

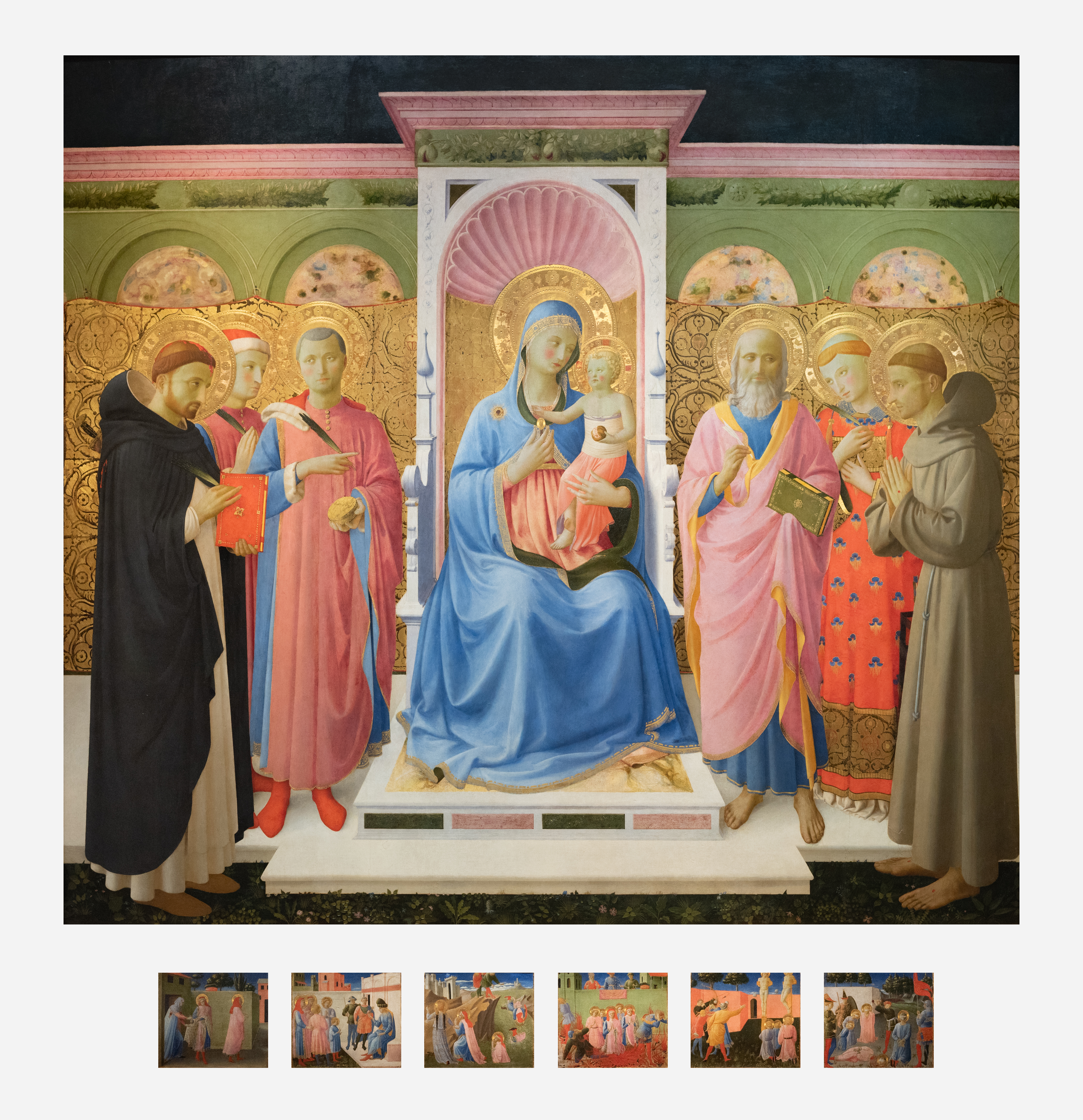
Beato Angelico, Pala di Annalena, 1430.

Qui si trovava la Pala di Annalena di Beato Angelico oggi a San Marco e l'Adorazione del Bambino di Filippo Lippi agli Uffizi.